# Termoforesis

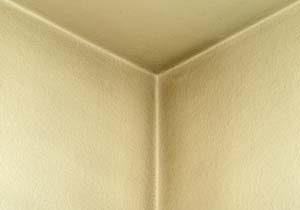
Deposición de partículas de polvo en una esquina por termoforesis

La termoforesis (también denominada termomigración, termodifusión, efecto Soret, o efecto Ludwig-Soret) es un fenómeno observado en mezclas de partículas móviles, cuando diferentes tipos de partículas exhiben distintas respuestas ante la presencia de un gradiente térmico. El término "termoforesis" se aplica con mayor frecuencia a las mezclas con forma de aerosoles, aunque también puede designar comúnmente al fenómeno en todas las fases de la materia. El término efecto Soret se aplica normalmente a las mezclas líquidas, que se comportan de acuerdo con mecanismos diferentes, menos conocidos que los de las mezclas gaseosas. No es habitual que el término termoforesis se aplique a la termomigración en sólidos, especialmente en aleaciones de múltiples fases.

## Fuerza termoforética
El fenómeno se observa en distancias de un milímetro o menos. Un ejemplo que puede observarse a simple vista con una buena iluminación es cuando la barra caliente de un calentador eléctrico está rodeada por humo de tabaco: el humo se aleja de las inmediaciones de la barra. A medida que las pequeñas partículas de aire más cercanas a la citada barra se calientan, crean un flujo rápido que se aleja de ella, bajando el gradiente de temperatura. Han adquirido mayor energía cinética de acuerdo con su mayor temperatura. Cuando chocan con las partículas grandes y más lentas del humo del tabaco, empujan a estas últimas lejos de la barra. La fuerza que ha empujado las partículas de humo lejos de la barra es un ejemplo de una fuerza termoforética.
La termodifusión se denomina "positiva" cuando las partículas se mueven de una región caliente a una fría y "negativa" cuando sucede lo contrario. Típicamente, las partículas más pesadas/más grandes en una mezcla exhiben un comportamiento termoforético positivo, mientras que las más livianas/más pequeñas exhiben un comportamiento negativo. Además de los tamaños de los diversos tipos de partículas y la intensidad del gradiente de temperatura, la conductividad térmica y la absorción de calor de las partículas juegan un papel importante. Recientemente, se ha sugerido que la carga y la entropía de la capa de hidratación de las moléculas desempeñan un papel importante en la termoforesis de las biomoléculas en soluciones acuosas.
La descripción cuantitativa del fenómeno viene dada por:
{\displaystyle {\frac {\partial \chi }{\partial t}}=\nabla \cdot (D\,\nabla \chi +D_{T}\,\chi (1-\chi )\,\nabla T)}
siendo {\displaystyle \chi } la concentración de partículas; {\displaystyle D} el coeficiente de difusión; y {\displaystyle D_{T}} el coeficiente de termodifusión. 
El cociente de ambos coeficientes:
{\displaystyle S_{T}={\frac {D_{T}}{D}}}
se llama coeficiente de Soret.
El factor de termoforesis se calcula a partir de potenciales de interacción molecular derivados de modelos moleculares conocidos.

## Aplicaciones
La fuerza termoforética tiene una serie de aplicaciones prácticas. La base para las aplicaciones es que, debido a que diferentes tipos de partículas se mueven de manera diferente bajo la fuerza del gradiente de temperatura, los tipos de partículas se pueden separar por esa fuerza después de haber sido mezclados, o se puede evitar que se mezclen si ya están separados.
Los iones de impureza pueden moverse desde el lado frío de una oblea semiconductora hacia el lado caliente, ya que la temperatura más alta hace que la estructura de transición necesaria para que se produzcan saltos atómicos sea más alcanzable. El flujo difusivo puede ocurrir en cualquier dirección (ya sea hacia arriba o hacia abajo del gradiente de temperatura), dependiendo de los materiales involucrados. La fuerza termoforética se ha utilizado en precipitadores comerciales para aplicaciones similares a los precipitadores electrostáticos. Se utiliza en la fabricación de fibra óptica en procesos de deposición al vacío. Puede ser importante como un mecanismo de transporte en técnicas de incrustación. También se ha demostrado que la termoforesis tiene potencial para facilitar el desarrollo de fármacos, al permitir la detección de la unión de aptámeros mediante la comparación del movimiento unido frente al movimiento no unido de la molécula diana.
Este enfoque se ha denominado termoforesis microescalada. Además, la termoforesis se ha demostrado como una técnica versátil para manipular macromoléculas biológicas individuales, como ácido desoxirribonucleico de longitud genómica, y del virus de la inmunodeficiencia humana en micro y nanocanales mediante calefacción local inducida por luz. La termoforesis es uno de los métodos utilizados para separar diferentes partículas de polímeros en fraccionamiento por flujo de campo.

## Historia
La termoforesis en mezclas gaseosas fue observada e informada por primera vez por John Tyndall en 1870, siendo mejor entendida por John Strutt (Baron Rayleigh) en 1882. La termoforesis en mezclas líquidas se observó e informó por primera vez por Carl Ludwig en 1856, siendo explicado por Charles Soret en 1879.
James Clerk Maxwell escribió en 1873 sobre mezclas de diferentes tipos de moléculas (incluyendo partículas pequeñas más grandes que las moléculas):
"Este proceso de difusión ... continúa en gases y líquidos e incluso en algunos sólidos ... La teoría dinámica también nos dice qué sucederá si se permite que las moléculas de diferentes masas choquen entre sí. Las masas mayores irán más lentas que las más pequeñas, de modo que, en promedio, cada molécula, grande o pequeña, tendrá la misma energía de movimiento. La prueba de este teorema dinámico, en el que reclamo la prioridad, ha sido desarrollada y mejorada recientemente por el Dr. Ludwig Boltzmann."
El fenómeno fue analizado teóricamente por Sydney Chapman.
La termoforesis en las interfaces de sólidos fue descubierta numéricamente por Schoen y su equipo en 2006, y fue confirmado experimentalmente por Barreiro et al.
La termoforesis negativa en fluidos se observó por primera vez en 1967 por Dwyer. en una solución teórica, y el nombre fue acuñado por Sone. La termoforesis negativa en las interfaces de sólidos fue observada por primera vez por Leng y otros en 2016.